# Sabine Lisicki
Sabine Lisicki (Troisdorf, 22. rujna 1989.) njemačka je tenisačica poljskog podrijetla, koja se profesionalno bavi tenisom od 2006. godine. Članica je njemačke Fed Cup reprezentacije. Živi i trenira u teniskoj akademiji Nicka Bollettierija, u Bradentonu na Floridi.
Pored osvojena 3 pojedinačna WTA naslova, rezultat karijere zasigurno joj je finale Wimbledona 2013., u kojem je poražena od Marion Bartoli. Značajan uspjeh ostvarila je na istom turniru dvije godine prije, kada je došla s pozivnicom organizatora i dospjela do polufinala, u kojem je poražena od Marije Šarapove. Na istom je turniru u paru sa Samanthom Stosur poražena u finalu od Květe Peschke i Katarine Srebotnik. 
Trener joj je otac, dr. Richard Lisicki.

## Stil igre
Sabine igra agresivno, a najjači joj je udarac servis.

## Osvojeni turniri

### Pojedinačno (3 WTA)
| Br. | Datum              | Turnir                     | Suparnica u finalu | Rezultat |
| 1.  | 19. travnja 2009.  | Charleston, Južna Karolina | Caroline Wozniacki | 6:2, 6:4 |
| 2.  | 13. lipnja 2011.   | Birmingham                 | Daniela Hantuchová | 6:3, 6:2 |
| 3.  | 27. kolovoza 2011. | Dallas, Teksas             | Aravane Rezaï      | 6:2, 6:1 |

## Rezultati na Grand Slam turnirima
| Grand Slam      | 2008. | 2009. | 2010. | 2011. | 2012. | 2013. |
| --------------- | ----- | ----- | ----- | ----- | ----- | ----- |
| Australian Open | 3k    | 2k    | 2k    | -     | 4k    | 1k    |
| Roland Garros   | 2k    | 1k    | -     | 2k    | 1k    | 3k    |
| Wimbledon       | 1k    | 1/4F  | -     | 1/2F  | 1/4F  | F     |
| US Open         | 2k    | 2k    | 2k    | 4k    | 1k    |       |

## Plasman na WTA ljestvici na kraju sezone
| 2008. | 2009. | 2010. | 2011. | 2012. | 2013. |
| ----- | ----- | ----- | ----- | ----- | ----- |
| 54.   | 23.   | 179.  | 15.   | 37.   |       |

## Vanjske poveznice
- Službena stranica (engl.)(njem.)
- Profil na stranici WTA Toura
- Profil  Arhivirana inačica izvorne stranice od 28. lipnja 2008. (Wayback Machine) na stranici Fed Cupa